# ديريك هيل (لاعب كرة قاعدة)
ديريك هيل (بالإنجليزية: Derek Hill)‏ هو لاعب كرة قاعدة أمريكي، ولد في 30 ديسمبر 1995 في دي موين في الولايات المتحدة.

## وصلات خارجية
- ديريك هيل على موقع دوري كرة القاعدة الرئيسي (الإنجليزية)
- ديريك هيل على موقعبيزبول رفرنس.كوم (الدوري الثانوي) (الإنجليزية)
- ديريك هيل على موقع إي إس بي إن.كوم (أم.أل.بي) (الإنجليزية)
- ديريك هيل على موقع مشجعي الرسوم البيانية (الإنجليزية)